# Acalolepta savoensis
Acalolepta savoensis là một loài bọ cánh cứng trong họ Cerambycidae.